# Capilla Thorncrown
La capilla Thorncrown (en inglés Thorncrown Chapel) es una capilla ubicada en Eureka Springs, Arkansas, diseñada por E. Fay Jones y construida en 1980. El diseño recuerda la escuela de arquitectura Prairie School popularizada por Frank Lloyd Wright, de quien Jones había sido aprendiz. La capilla fue encargada por Jim Reed, un maestro de escuela jubilado, que había comprado la tierra en 1971 y había imaginado una capilla de peregrinaje no denominacional aislada del paisaje donde se pudiera meditar. El diseño de la Thorncrown Chapel se inspiró en la Sainte-Chapelle, una iglesia gótica de París, la cual cuenta con numerosas ventanas de diferentes tipos de vidrio, a fin de permitir una mayor luminosidad dentro de su estructura.
La capilla fue seleccionada para el premio Twenty-five Year Award de 2006 del American Institute of Architects, y fue incluida en el Registro Nacional de Lugares Históricos de Estados Unidos en 2000, un estatus que no se otorga a edificios de menos de cincuenta años, a menos que sean excepcionalmente significativos. La capilla se incluyó en la lista de Las 12 iglesias más bellas de América de Budget Travel, y en la lista de Bored Panda de Las 50 iglesias más extraordinarias del mundo.

## Estructura y estado

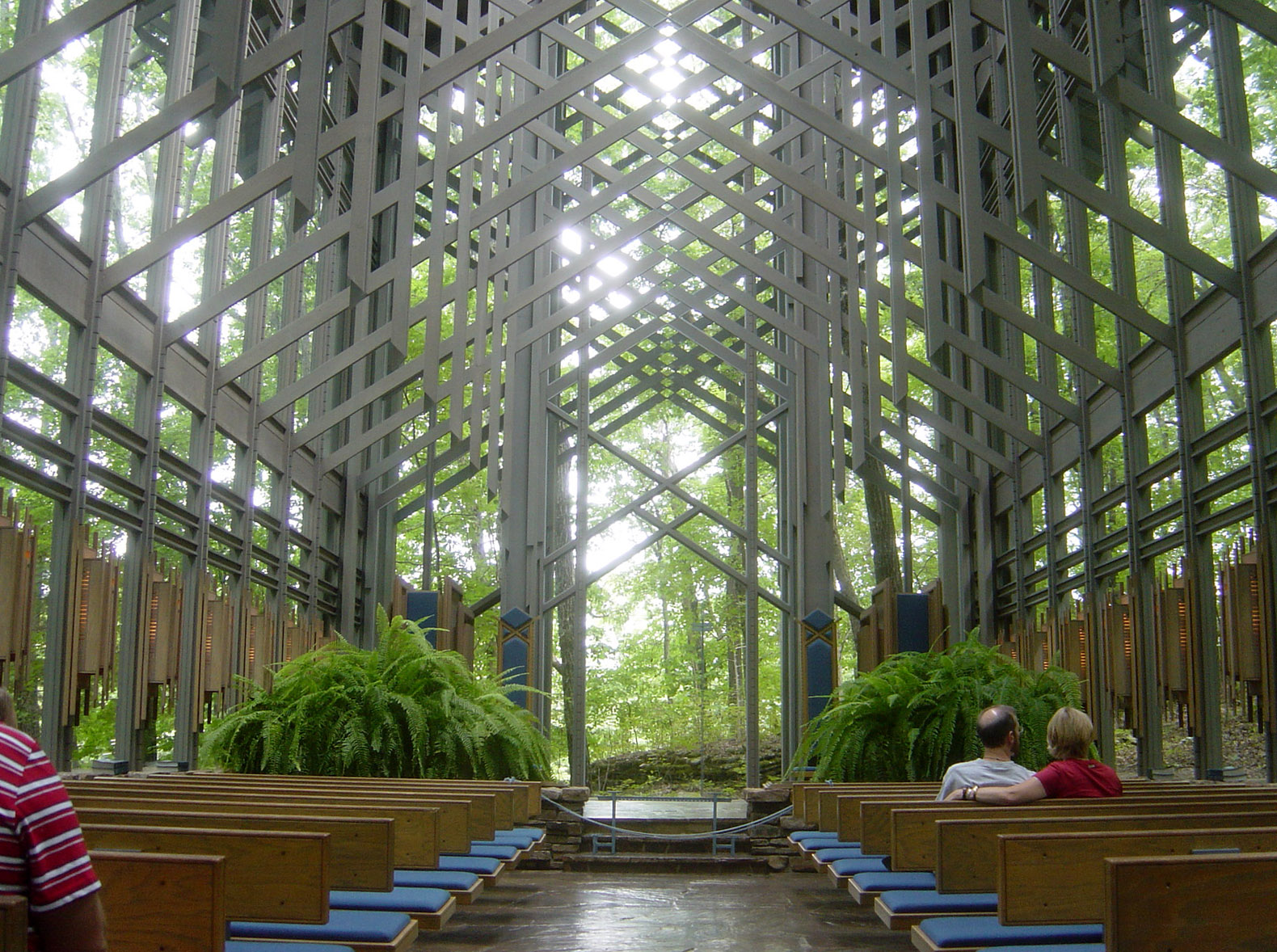
Interior

La capilla tiene 14,6 metros de altura, 7,3 metros de ancho y 18,3 metros de largo. Tiene 425 ventanas y más de 560 metros cuadrados de vidrio transparente. Durante el proceso de diseño, Jones decidió que para preservar el entorno natural del sitio, ningún elemento estructural podría ser más grande que lo que dos hombres podrían llevar a través del bosque.
Los elementos más voluminosos de la edificación, tales como las cerchas en forma de diamante, fueron armadas en el propio sitio de la construcción, utilizándose madera de pino secado por bomba de calor, un árbol propio de esa región del noroeste de Arkansas. En el piso y la pared de la capilla se utilizó piedra laja. La madera, lijada a mano, fue recubierta con un tono gris para asimilarla al entorno del bosque. El pequeño tragaluz del techo ornamental se amplió posteriormente para proporcionar una mayor iluminación natural en toda la capilla.
A primera vista la capilla parece una estructura al aire libre, pero es, de hecho, un espacio cerrado con aire acondicionado con capacidad para 100 personas. Está abierto todos los días, de marzo a diciembre, con entrada gratuita y solo está cerrada en los meses de enero y febrero, excepto para bodas y otros eventos especiales. Los servicios religiosos no confesionales se llevan a cabo en el centro de adoración contiguo, todos los domingos, de abril a diciembre.